# Muzeul Memorial „Iosif Vulcan”
Muzeul „Iosif Vulcan” este un muzeu din Oradea, dedicat memoriei lui Iosif Vulcan. Instituția se află situată pe strada Iosif Vulcan nr. 14. Muzeul a fost înființat în casa în care a locuit Iosif Vulcan (1841-1907), directorul fondator al revistei Familia. Colecția documentară cuprinde scrisori autografe ale colaboratorilor lui Iosif Vulcan, fotocopii, lucrările dramatice ale lui Iosif Vulcan, materiale ilustrând viața culturală din Transilvania, mobilier de Belle Époque. În prima încăpere este ilustrată activitatea cultural-literară a publicistului, iar următoarea încăpere este dedicată activității de la revista Familia.
Imobilul care adăpostește muzeul a fost construit la sfârșitul secolului al XIX-lea, fără etaj, doar cu un subsol boltit. Clădirea muzeului este declarată monument istoric, având codul BH-IV-m-B-01257.